# James Wolk
James Wolk, né le 22 mars 1985 à Farmington Hills dans le Michigan, est un acteur américain.

## Biographie
Il naît à Farmington Hills dans le Michigan d’une professeur d'art et d’un propriétaire d'un magasin de chaussure.
Il est diplômé de l'école secondaire du Nord Farmigton en 2003 et en 2007, de l'université du Michigan dans laquelle il suit des cours de musique, théâtre et danse.

## Vie privée
Depuis juin 2015, il est marié à Elizabeth Jae Lynch. Ensemble, ils ont un fils prénommé Charlie Wolk, né le 1er février 2017 et une fille.
Il est bénévole dans un camp pour enfants atteints du syndrome de Gilles de la Tourette et fait aussi partie du conseil d'administration de la Fondation Brad Cohen Gilles de la Tourette.

## Carrière

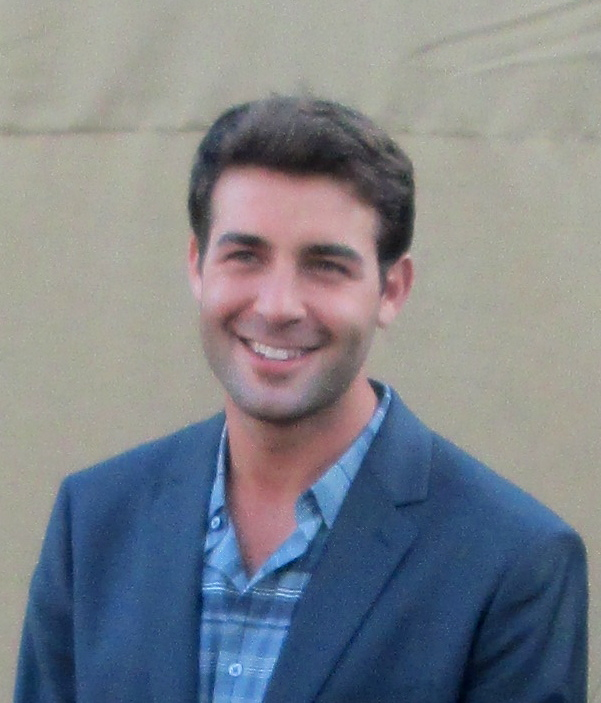
James Wolk en 2013.

James Wolk obtient plusieurs rôles secondaires avant d'être choisi pour incarner le personnage principal de la série Lone Star. Malheureusement, faute d'audience, la série est annulée au bout de seulement 3 épisodes. Il obtient ensuite un rôle récurrent dans la saison 2, de Shameless puis dans Happy Endings.
En 2012, il décroche l'un des rôles principaux dans la mini-série Political Animals. L'année suivante, il joue aux côtés de Sarah Michelle Gellar et Robin Williams dans The Crazy Ones, mais la série est annulée après une saison. Il joue également dans Mad Men et le film American Sexy Phone.
Par la suite, il revient au cinéma dans The Stanford Prison Experiment de Kyle Patrick Alvarez, puis il incarne l'un des personnages principaux dans la série Zoo de 2015 jusqu'à son annulation en 2017. Cette même année, il fait une apparition dans deux épisodes de Billions.
En 2018, il joue dans les séries Goliath et Tell Me a Story.

## Filmographie

### Cinéma

#### Longs métrages
- 2006 : The Spiral Project de Jarrett Slavin : Jordan
- 2010 : Encore toi ! (You Again) d'Andy Fickman : Will
- 2012 : American Sexy Phone de Jamie Travis : Charlie
- 2014 : Retour à Woodstock (Always Woodstock) de Rita Merson : Noah Bernstein
- 2014 : Are You Joking ? de Jake Wilson : Craig
- 2015 : The Stanford Prison Experiment de Kyle Patrick Alvarez : Mike Penny
- 2015 : This Is Happening de Ryan Jaffe : Philip
- 2016 : Mercy de Chris Sparling : Brad
- 2023 : Ils étaient un seul homme (The Boys in the Boat) de George Clooney : Coach Tom Bolles
- 2023 : Spinning Gold de Timothy Scott Bogart : Larry Harris
- 2024 : Sonic 3, le film (Sonic the Hedgehog 3) de Jeff Fowler
- 2024 : The Everything Pot de Sherise Dorf : Charlie

#### Courts métrages
- 2008 : Forgotten Land de Vera Mulyani : Roll
- 2009 : 8 Easy Steps de Alain Hain : HotnRich

### Télévision

#### Séries télévisées
- 2008 : As The World Turns : Un marin
- 2010 : Lone Star : Robert "Bob" Allen
- 2012 : Shameless : Adam
- 2012 : Happy Endings : Grant
- 2012 : Political Animals : Doug Hammond
- 2012 : Vanessa & Jan : Geyer
- 2013 - 2014 : The Crazy Ones : Zach Cropper
- 2013 - 2014 : Mad Men : Bob Benson
- 2015 - 2017 : Zoo : Jackson Oz
- 2017 : Billions : Craig Heidecker
- 2018 : Goliath : Jeff Clayton
- 2018 - 2019 : Tell Me a Story : Jordan Evans
- 2019 : Watchmen : Keane
- 2019 - 2023 : Harley Quinn :  Clark Kent / Kal-El / Superman (voix)
- 2021 - 2022 : Ordinary Joe : Joe Kimbreau

#### Téléfilms
- 2008 : Une leçon de vie (Front of the Class) de Peter Werner : Brad Cohen
- 2009 : Solving Charlie de Gregory Hoblit : Charlie Hudson
- 2011 : Georgetown de Mark Piznarski : Andrew Pierce